# إميليا بيرير
إميليا بيرير (بالإنجليزية: Amelia Perrier)‏ (1841، كورك في جمهورية أيرلندا - 1875، ساسكس في المملكة المتحدة)؛ صحفية وروائية بريطانية.